# متحف الحمد
متحف الحمد أحد متاحف مدينة الرياض في محافظة الزلفي، أسسه علي مساعد الحمد، المتحف جزء من منزل المالك حيث يتكون من قاعتان ومدخل وزعت القاعات على شكل أركان الركن الأول هو ركن الأسلحة من بندقيات وسيوف وخناجر وسكاكين، أما الركن الثاني فهو ركن الأدوات الحجرية من الرحى والمدق والنحر والمجرشه، ويضم الركن الثالث الأواني المنزلية من القدور والطواحين والصحون وغيرها من المستلزمات، فيما يحوي الركن الرابع أدوات الضيافة من الدلال وصحون الضيافة، ويضم الركن الخامس المخطوطات من كتب ومصاحف، كما يضم الركن السادس الساعات القديمة والسبح، فيما يشتمل الركن السابع على الحلي وأدوات الزينة .
ويحوي الركن الثامن أدوات ألزراعه، بينما يضم الركن التاسع الخوصيات، والركن العاشر هو ركن الأدوات الخشبية من الأبواب والنوافذ والموازين والدريل والدراجة وغيرها من الأدوات الخشبية، أما الركن الحادي عشر فهو ركن العملات والورقية والمعدنية، بينما يضم الركن الثاني عشر الأدوات الكهربائية من الرادوات والتليفونات، فيما يشتمل الركن الثالث عشر على أدوات السيارات من رافعات ولوحات، بينما يضم الركن الرابع عشر الجلديات.